# روبرت وليامز (عامل)
روبرت وليامز (بالإنجليزية: Robert Williams)‏ هو عامل أمريكي، ولد في 1954. عرف بأنه أول شخص يقتل من قبل روبوت أثناء العمل في مصنع صب الصخور المسطحة التابعة لشركة فورد في 25 يناير 1979.

## موته والمقاضاة
كان ويليامز واحدًا من ثلاثة مشغلين لنظام استرداد الأجزاء، وهو روبوت مكون من خمسة طوابق بناه قسم أنظمة مناولة الوحدات في شركة

جو كلارك (يونيو 1973)، مصنع الصب الجديد لشركة فورد في منطقة فلات روك. صورت لوثائقي دوكوميريكا (DOCUMERICA).

صناعات ليتون. تم تصميم الروبوت لاسترداد المسبوكات من أرفف التخزين عالية الكثافة في مصنع فلات روك. يضمن جزء من الماكينة مركبات نقل طن واحد، والتي كانت عربات على عجلات مطاطية مجهزة بأذرع ميكانيكية لنقل المسبوكات من وإلى الرفوف. عندما أعطى الروبوت قراءات جرد خاطئة، طُلب من ويليامز الصعود إلى الرفوف لاستعادة الأجزاء يدويًا. يقول حساب إخباري آخر أن الروبوت لم يكن يسترد الأجزاء بسرعة كافية.
صعد إلى المستوى الثالث من رف التخزين، حيث صُدم من الخلف وسحق بواسطة إحدى عربات النقل التي يبلغ وزنها طنًا واحدًا، مما أدى إلى مقتله على الفور. بقي جثته في الرف لمدة 30 دقيقة حتى اكتشفها العمال الذين كانوا قلقين بشأن اختفائه.
قامت عائلته بمقاضاة الشركة المصنعة للروبوت، ليتون، مدعية «أن ليتون كانت مهملة في تصميم وتصنيع وتوريد نظام التخزين وفشلت في تحذير [مشغلي النظام] من المخاطر المتوقعة في العمل داخل منطقة التخزين.» في قرار هيئة المحلفين لعام 1983، حكمت المحكمة بتعويض 10 ملايين دولار وخلصت إلى أنه لم يكن هناك ببساطة تدابير سلامة كافية لمنع وقوع مثل هذا الحادث. كان سيدخل التاريخ باعتباره أول وفاة بشرية مسجلة بواسطة الروبوت. تم رفع الحكم إلى 15 مليون دولار في يناير 1984. دفعت شركة ليتون تعويض لعائلة روبرت ويليامز بمبلغ لم يتم الإفصاح عنه مقابل عدم قبول شركة ليتون الإتهام بالإهمال.
سعة شركة ليتون للحصول على تعويض واسترداد تكاليف الحكم من فورد لأن فورد لم ترسل روبرت ويليامز إلى التدريب المقدم من شركة ليتون وسمحت لروبرت وليامز بالدخول إلى الرف دون إشراك نظام القفل. وبما أن شركة ليتون قد دفعت التعويض لعائلة ويليامز، فقد رفضت محكمة استئناف ميشيغان الإجراء، ولكن أيدت المحكمة العليا في ميشيغان هذا القرار فيما بعد.